# Плохая живопись
Плохая живопись (англ. bad painting) — термин, предложенный американским критиком и куратором Маршей Такер для определения творческого метода ряда профессиональных американских художников последней трети XX века.

## Выставка 1978 года
Марша Такер (1940—2006) собрала работы четырнадцати живописцев США и показала их на выставке в Новом музее в Нью-Йорке, озаглавив шоу «Плохая» живопись. Авторам показанных картин, по мнению куратора, присущ «отказ от концепции прогресса и пренебрежение нормами хорошего вкуса». Куратора вдохновляет «свобода, с которой эти художники смешивают классические и популярные, исторические и традиционные художественные источники; а также китч, архетипические клише и личные фантазии».
Участники выставки «Плохая живопись» 1978 года:
- James Albertson Архивная копия от 14 августа 2015 на Wayback Machine (1944—2015)
- Джоан Браун (1938—1990)
- Eduardo Carrillo Архивная копия от 15 октября 2015 на Wayback Machine (1937—1997)
- James Chatelain (1947)
- Cply[англ.] (alias William Copley) (1919—1996)
- Чарльз Гарабедян[англ.] (1923)
- Robert Chambless «Cham» Hendon Архивная копия от 4 марта 2016 на Wayback Machine (1936)
- Joseph Hilton Архивная копия от 5 сентября 2015 на Wayback Machine (1946)
- Нил Дженни (1945)
- Джудит Линхерес[англ.] (1940)
- P. Walter Siler (1939)
- Earl Staley Архивная копия от 4 марта 2016 на Wayback Machine (1938)
- Shari Urquhart (1938)
- Уильям Вегман[англ.] (1943)

Как отмечала Марша Такер:

«Плохая» живопись — это ироническое название для качественно написанной картины, содержащей деформированные образы; смешивающей историко-художественные и не-художественные средства. Её сюжет часто бывает фантастическим или даже непристойным..
Оригинальный текст (англ.)«“Bad” Painting» is an ironic title for ‘good‘ painting, which is characterized by deformation of the figure, a mixture of art-historical and non-art resources, and fantastic and irreverent content. In its disregard for accurate representation and its rejection of conventional attitudes about art, ‘bad’ painting is at once funny and moving, and often scandalous in its scorn for the standards of good taste.

…представления как о хороших, так и о плохих художественных идеях сами по себе неуловимы и амбивалентны и с трудом могут быть зафиксированы в широком контексте культуры.
Выставка проходила с 14 января по 28 февраля 1978 года.
Один из художников на выставке, Нил Дженни, в конце 1960-х восстал против модернистского искусства особенно жесткой абстракцией и минималисткой скульптурой, нарисовав то, что он первоначально назвал его «беззаботными» работами. Большие полотна с простым цветом (синий для неба, зелёная трава и т. д.), грубо окрашенные, обычно с парой предметов или рисунков в непритязательных отношениях, и под простыми названиями — «Девочка и Кукла» (1969), «Человек и Машина» (1969) и т.д. После выставки Дженни затем назвал их своими «плохими картинами».
Плохая живопись иногда считается предшественником более широкого движения неоэкспрессионизма, которое активно развивалось в начале 80-х, но следует выделить важные различия. Выбор Такер не концентрируется на крупномасштабных работах, включающих обширные факты, применяемые к аллегорическим или метафорическим темам, часто политическим или историческим, он более широкий. «Плохая живопись» не разделяет ничего пронзительного, того, что часто встречается в неоэкспрессионизме. «Плохая» живопись, как правило, более сдержанная, масштабная, более «лёгкая на ощупь, беззаботная в чувствах».

## Художники
Среди известных представителей американской «Плохой живописи», не выставлявшихся в Новом музее современного искусства на выставке 1978 года:
- Филип Гастон (1913—1980)
- Джек Левин (Jack Levine 1915—2010)
- Леон Голуб (1922—2004)
- Роуз Уайли Архивная копия от 30 октября 2021 на Wayback Machine (род. 1934)
- Питер Сол (род. 1934)

Правда или ложь — не имеет значения, главное, чтобы картина вызывала беспокойство или смех. Я люблю любые эмоции.— Питер Сол
Питер Сол, причисляя себя к «плохим» художникам, акцентирует внимание на том, что главный секрет успеха художников данного направления заключается в отказе от самой потребности в чьем-либо одобрении.
Художники, присоединившиеся к движению после выставки, часто используют популярные образы героев поп-культуры. Так, ещё в 1950-е годы Сол ввел в свои экспрессионистские картины культовых персонажей комиксов и мультфильмов — Супермена и Дональда Дака, а в 1970-х создал собственные версии «Ночного дозора» Рембрандта и «Герники» Пикассо, неизменно возвращаясь к сюжетам, известным из масс-медиа и истории искусства.
Раздражающие, полные диких образов и ядовитой морали, работы Соула — как отражения новой реальности, срывающие маски лицемерия, обличающие человеческие пороки, способные изменить наш взгляд на историю и общепринятое видение социальных устоев. Находясь у истоков течения поп-арта, Соул воплотил свои идеи в беспрецедентном стиле живописи, вдохновившим поколение американских художников на новое мышление и новое творчество, ставшее основой современной американской культуры.